# Antilocapridae
Los antilocápridos (Antilocapridae) son una familia de mamíferos artiodáctilos endémica de Norteamérica. Sólo una especie, el berrendo o antílope americano (Antilocapra americana), vive en la actualidad, los demás miembros de la familia están extintos.

## Evolución
Los antilocápridos evolucionaron en América del Norte, donde ocuparon un nicho similar a los bóvidos que evolucionaron en el Antiguo Continente. Durante el Mioceno y Plioceno, constituyeron un grupo exitoso integrado por muchas especies. Algunas poseían cuernos con formas extravagantes, o tenían cuatro o hasta seis cuernos. Un ejemplo es el Osbornoceros, con cuernos lisos, ligeramente curvados, Paracosoryx, con cuernos aplanados que terminaban en puntas bifurcadas, Ramoceros, con cuernos en forma de abanico y  Hayoceros, que tenía cuatro cuernos.

## Clasificación
Los antilocapridos se clasifican de la siguiente manera.
Familia Antilocapridae Gray, 1866
- Género Paracosoryx Frick, 1937
- Tribu Ramocerontini Frick, 1937
  - Género Ramoceros Frick, 1937
  - Género Merriamoceros Frick, 1937
  - Género Merycodus Leidy, 1854
  - Género Cosoryx Leidy, 1869
- Subfamilia Antilocaprinae Gray, 1866
  - Género Proantilocapra Barbour y Schultz, 1934
  - Género Osbornoceros Frick, 1937
  - Tribu Ilingoceratini Frick, 1937
    - Género Plioceros Frick, 1937
    - Género Ottoceros Miller y Downs, 1974
    - Género Sphenophalos Merriam, 1909
    - Género Ilingoceros Merriam, 1909

  - Tribu Antilocaprini Gray, 1866
    - Género Texoceros Frick, 1937
    - Género Antilocapra Ord, 1818

  - Tribu Stockoceratini Frick, 1937
    - Género Hayoceros Frick, 1937
    - Género Stockoceros Frick, 1937
    - Género Hexameryx White, 1941
    - Género Hexobelomeryx Furlong, 1941
    - Género Capromeryx Matthew, 1902
    - Género Ceratomeryx Gazin, 1935
    - Género Tetrameryx Lull, 1921

## Posición filogenética
|  | Antilocapridae |
|  |                |
|  | Giraffidae     |
|  |                |

|  | Cervidae                                              |
|  |                                                       |
|  | \| \| Bovidae \| \| \| \| \| \| Moschidae \| \| \| \| |
|  |                                                       |
|  | Bovidae                                               |
|  |                                                       |
|  | Moschidae                                             |
|  |                                                       |

|  | Bovidae   |
|  |           |
|  | Moschidae |
|  |           |

|  | Antilocapridae |
|  |                |
|  | Giraffidae     |
|  |                |

|  | Cervidae                                              |
|  |                                                       |
|  | \| \| Bovidae \| \| \| \| \| \| Moschidae \| \| \| \| |
|  |                                                       |
|  | Bovidae                                               |
|  |                                                       |
|  | Moschidae                                             |
|  |                                                       |

|  | Bovidae   |
|  |           |
|  | Moschidae |
|  |           |

|  | Antilocapridae |
|  |                |
|  | Giraffidae     |
|  |                |

|  | Cervidae                                              |
|  |                                                       |
|  | \| \| Bovidae \| \| \| \| \| \| Moschidae \| \| \| \| |
|  |                                                       |
|  | Bovidae                                               |
|  |                                                       |
|  | Moschidae                                             |
|  |                                                       |

|  | Bovidae   |
|  |           |
|  | Moschidae |
|  |           |

|  | Antilocapridae |
|  |                |
|  | Giraffidae     |
|  |                |

|  | Cervidae                                              |
|  |                                                       |
|  | \| \| Bovidae \| \| \| \| \| \| Moschidae \| \| \| \| |
|  |                                                       |
|  | Bovidae                                               |
|  |                                                       |
|  | Moschidae                                             |
|  |                                                       |

|  | Bovidae   |
|  |           |
|  | Moschidae |
|  |           |